# K.A.C.
K.A.C. ist eine ehemalige dänische Automarke.

## Unternehmensgeschichte
Das Unternehmen Københavns Automobil Central aus Kopenhagen begann 1914 mit der Produktion von Automobilen. 1915 wurde die Produktion eingestellt. Es wurden nur wenige Fahrzeuge hergestellt.

## Fahrzeuge
Das einzige Modell 6/16 HP war mit einem Vierzylindermotor ausgestattet. Es gab die Karosserieformen Sportwagen und Torpedo. Die Fahrzeuge wurden auch bei Autorennen eingesetzt.